# Tihomir Bulat
Tihomir Bulat (* 28. Juli 1974 in Šibenik) ist ein ehemaliger kroatischer Fußballtorwart und späterer Torwarttrainer.

## Karriere
Bulat spielte bis 2001 bei HNK Šibenik, anschließend wechselte er zum deutschen Bundesligisten FC St. Pauli. In seiner ersten Saison, 2001/2002, bestritt er die Hälfte aller Spiele, doch am Ende stand ein abgeschlagener letzter Tabellenplatz mit zwölf Punkten Rückstand auf einen Nichtabstiegsplatz zu Buche. Bulat blieb ein weiteres Jahr bei den Hamburgern, konnte diese Spielzeit mit seinen Mannschaftskollegen aber nicht erfolgreicher gestalten: Es folgte der zweite Abstieg in Folge. Bulat verließ die Hansestadt und spielte anschließend für HNK Rijeka, Međimurje Čakovec, HNK Trogir und RNK Split, wo er 2010 seine Karriere beendete.